# Династија Загај
Династија Загај владала је Етиопијом од 1137. до 1270, кад је Јекуно Амлак победио и убио последњег краља из династије у бици.
За име се држи да потиче из фразе на језику гиз Зе-Агај која значи од Агаја при том се мисли на народ Агај. Најпознатији владар ове краљевске куће био је Гебре Мескел - Лалибела, познат по изградњи бројних уклесаних камених цркава у Лалибели.
По Дејвиду Бакстону, територија коју су контролисали владари Династије Загај, вероватно је укључивала добар део Етиопске висоравни; данашњу Еритреју, цели Тиграј, затим јужне покрајине Ваг, Ласта и Дамот (Воло) и западне територије око Језера Тана (Беџемдер). За разлику од праксе познијих етиопских владара, изгледа да је владарска титула прелазила на најстаријег брата, а не на сина (то је мишљење савременог истраживача етиопске историје Тадесе Тамрата). То је било у складу с обичајима народа Агај о наслеђивању.

## Историјат
Негде око 960, јудејска краљица Гудит уништила је и последње остатке некоћ моћног Краљевства Аксум, и тако узроковала помицање етиопске световне моћи на југ, на Етиопску висораван.
Она је, како се чини, владала око 40 година, те затим пренела власт на своје наследнике. Према другој етиопској легенди, последњи владар њезине династије био је свргнут од стране Мара Такла Хајманота 1137. године. Он се оженио са кћерком последњег краља Краљевства Аксум, Дил На'ода. На тај начин је Етиопија доспела под власт Династије Загај и племе Агај.
Раздобље владавине династије Загај је још и данас још обавијено веом тајновитости, чак се не зна поуздано ни број њихових владара. Неки извори (попут Париске хронике, и списа Брус, 88, 91, 93) говоре о једанаест краљева који су владали 354 године. Други извори, попут португалских мисионара из 16. века Педро Пајза и Мануела де Алмеиде, тврде да су у Аксуму видели спискове у којима се наводе имена само пет владара који су владали 143 године. С треће стране, модерни истраживачи етиопске историје попут Пола Б. Хензеа тврде да постоји један списак с именима 16 владара.
Исто тако веом тајне обавијен је долазак Соломонске династије са краљем Јекуно Амлаком на власт, као и име последњег владара Династије Загај. Наиме, име последњег краља Династије Загај остало је изгубљено, у етиопској усменој предаји помиње се као За-Имакнун (али је јасно да се ради о псеудониму који значи непознат, скривени).
Савремени истраживач етиопске историје, Тадесе Тамрат, држи да је последњи владар Династије Загај био Јетбарак.